# Jules Poisson
Jules Poisson est un botaniste français, né le 29 avril 1833 et mort à Paris le 27 novembre 1919.

## Biographie
En 1867, il fait des communications au Congrès international de botanique réuni à Paris sur la conservation des collections botaniques.
Le 8 décembre 1895, il préside la première assemblée générale du Cercle Pasteur Montargis.
Il a collecté et identifié de nombreuses plantes de Nouvelle-Calédonie.
Bonati et Petitmengin lui dédient une cunoniacée de Nouvelle-Calédonie en 1907 : Weinmannia poissonii Bonati & Petitm.
En 2019, Christine Montalbetti part à la recherche de son arrière-arrière grand-père dans son  livre Mon ancêtre Poisson (P.O.L)

## Ses publications
Liste partielle.
- Études sur les graines fossiles silicifiées du terrain houiller de Saint-Étienne, La Nature N°98 - 19 avril 1875
- Le Sequoia gigantea, La Nature N° 112 - 24 juillet 1875
- Les agaves, La Nature N° 125 - 23 octobre 1875
- Iles Saint-Paul et Amsterdam, La Nature N°134 - 25 décembre 1875
- L’Hovenia Dulcis et l’Anacardium occidentale, La Nature N°142 - 19 février 1876
- L’ataccia crsitata, La Nature N°169 - 26 août 1876
- Les cactées, La Nature N°175 - 7 octobre 1876
- Le rafflesia et le welwitchia, La Nature N°181 - 18 novembre 1876
- Le Ravenala ou arbre du voyageur, La Nature N°190 - 20 janvier 1877
- Les plantes carnivores et les plantes à pièges, La Nature N°200 - 31 mars 1877 et N°202 - 14 avril 1877
- L’hydnora, La Nature N°214 - 7 juillet 1877
- Les palétuviers, La Nature N°221 - 25 aout 1877
- Le figuier, La Nature N°229 - 20 octobre 1877
- Les orchidées, La Nature N°271 — 10 août 1878
- Un nouveau fruit comestible Xanthochymus pictorius, La Nature N°681 - 19 juin 1886
- Les Yuccas, La Nature N°720 - 19 mars 1887
- Le congrès mycologique, La Nature N°753 - 5 novembre 1887
- Les produits du Tonkin, La Nature N°763 - 14 janvier 1888 et N°768 - 18 février 1888
- Les palmiers, La Nature N°812 - 22 décembre 1888
- La conservation des objets d’histoire naturelle, La Nature N°967 - 12 décembre 1891
- Quelques falsifications, La Nature N°972 - 16 janvier 1892
- Les agaves, La Nature N°977 - 20 février 1892
- Les rhododendrons de Launay (Indre-et-Loire), La Nature N°1014 - 5 novembre 1892
- Le pin BLanc, La Nature N°1017 - 26 novembre 1892
- La bille d’acajou du jardin des plantes, La Nature N°1078 - 27 janvier 1894
- La loupe de noisetier du muséum d’histoire naturelle, La Nature N°1084 - 10 mars 1894
- Nouveau procédé de conservation des pommes de terre, La Nature N°1086 - 24 mars 1894
- Une plante fourragère : La gesse des bois, La Nature N°1099 - 23 juin 1894
- Le Ginkgo ou arbre Aux quarante écus, La Nature N°1107 - 18 août 1894
- Le Kendir, La Nature N°1125 — 22 décembre 1894
- Un fruit explosif, La Nature N°1131 — 2 février 1895
- Les îles Kerguelen, La Nature N°1132 — 9 février 1895
- Le kudzu, La Nature N°1176 — 14 décembre 1895
- En collaboration avec L. Diguet La végétation de la Basse-Californie, La Nature N°1184 — 8 février 1896
- Le palais du quai d’Orsay à Paris et sa flore, La Nature N°1247 - 24 avril 1897
- Les nouvelles plantations au Muséum à la suite du cyclone du 26 juillet 1896, La Nature N°1248 - 1er mai 1897
- Le vieil acacia du Muséum, La Nature N°1266 — 4 septembre 1897
- La tomate pomme de terre, La Nature N°1275 — 6 novembre 1897
- Le saxaoul, La Nature N°1301 — 7 mai 1898
- La végétation au jardin du Hamma près d’Alger, La Nature N°1308 - 25 juin 1898
- Les échinocactus de la Basse-Californie, La Nature N°1353 - 29 avril 1899
- Le bibassier, La Nature N°1483 - 26 octobre 1901
- La persicaire du Japon, La Nature N°1487 - 23 novembre 1901
- Une nouvelle falsification, La Nature N°1629 - 13 aout 1904